# Трестієнь
Трестієнь (рум. Trestieni) — село в Молдові в Бричанському районі. Входить до складу комуни, центром якої є село Колікауць.
Більшість населення — етнічні українці. Згідно з переписом населення 2004 року кількість українців — 305 осіб (58 %).

## Населення

### Етнічний склад
Розподіл населення за національністю за даними перепису 2014 року:
| Мова             | Відсоток |
| ---------------- | -------- |
| українці         | 58,43 %  |
| молдовани/румуни | 38,31 %  |
| росіяни          | 3,26 %   |

| Молдова | Це незавершена стаття з географії Молдови. Ви можете допомогти проєкту, виправивши або дописавши її. |